# V Empire (or Dark Faerytales in Phallustein)
V Empire (or Dark Faerytales in Phallustein) es el primer EP y es la segunda entrega oficial de Cradle of Filth, siguiendo a The Principle of Evil Made Flesh. El título es un juego con las palabras "Vampire" y "Empire" ("Vampiro" e "Imperio" en español). Fue la última entrega de la banda por Cacophonous Records, y fue rápidamente escrito y grabado por esa marca como una obligación contractual, antes de que la banda trabajara con Music For Nations. Es generalmente considerado un EP antes de que un álbum. La cubierta trasera describe el álbum como "un ritual comprendido de seis partes teniendo una duración de cuarenta minutos". A pesar de las circunstancias de este estreno, V Empire fue bien recibido en general.
V Empire tiene un mejor y más limpio sonido que el álbum anterior, pero retiene la alta y rápida técnica instrumental. La voz de Dani es también mucho más clara en el mix, y varía entre un número de estilos agresivos para dar un sentimiento más teatral a la producción en conjunto. Incluye una versión rediseñada de la canción "The Forest Whispers My Name" del álbum anterior. V Empire es el primer álbum en el que debuta Sarah Jezebel Deva, la voz de acompañamiento para trabajos posteriores.
"Queen of Winter, Throned" fue listada entre 25 "himnos esenciales del extreme metal (metal extremo)" en la publicación de la revista Kerrang!, fecha 7 de octubre de 2006.

## Lista de temas
1. "Ebony Dressed for Sunset" - 2:48
2. "The Forest Whispers My Name" - 4:41
3. "Queen of Winter, Throned" (Esta canción es la evolución de "A Dream of Wolves in the Snow") - 10:27
4. "Nocturnal Supremacy" - 5:53
5. "She Mourns a Lengthening Shadow" - 3:42
6. "The Rape and Ruin of Angels (Hosannas in Extremis)" - 8:54

## Créditos

### Integrantes
- Dani Filth - Voz
- Nicholas Barker - Batería
- Jared Demeter - Guitarra (Persona ficticia. En la gira, este rol fue cumplido por varios guitarristas antes de la entrada de Gian Pyres)
- Stuart Antsis - Guitarra
- Damien Gregori - Teclados
- Robin Graves - Bajo

### Producción
- Danielle Cneajna Cottington - Voz de acompañamiento
- Sarah Jezebel Deva - Voz de acompañamiento
- Dani Filth - Letra
- Nilesh Patel - Ingeniero de masterización
- Cradle Of Filth - Música
- Mags - Productor
- Keith Appleton - Ingeniero de grabación

Grabado el invierno de 1995/1996 en «Academy Studios», Dewsbury, West Yorkshire, GBR.